# Rafał Skolimowski
Rafał Skolimowski (ur. 24 października 1781 w Wojnowie, zm. 14 kwietnia 1848 w Warszawie) – polski duchowny katolicki, matematyk.

## Życiorys
Ksiądz Skolimowski pochodził z rodziny szlacheckiej i pobierał pierwsze nauki w rodzinnym dworze na Podlasiu. Ukończył szkołę średnią u pijarów w Drohiczynie. W latach 1799–1803 uczęszczał do Seminarium Duchownego w Janowie Podlaskim. Początkowo uzyskał tylko święcenia diakona i działał do 1805 jako profesor w swym seminarium. Święcenia kapłańskie otrzymał w roku 1805. Cztery lata później przeniósł się do Warszawy, w wieku lat 29 został profesorem Liceum Warszawskiego, w którym wykładał historię i matematykę. Uzyskawszy stypendium rządowe, wojażował w latach 1815–1818 po Europie, studiując matematykę w Berlinie i Paryżu. Po powrocie do Polski został mianowany profesorem matematyki i algebry na Królewskim Uniwersytecie Warszawskim. W roku 1820 otrzymał doktorat filozofii po publicznej obronie rozprawy De motu planetarum circa solem.
W 1821 roku Skolimowski z nieznanych przyczyn opuścił UW i zaczął pracować jako profesor matematyki i kapelan w Szkole Wojskowej Aplikacyjnej, gdzie działał do roku 1825. Jego wiedza wzbudziła uznanie wielkiego księcia Konstantego, który nakazał wydrukować w litograficznych odbitkach główne dzieło księdza, Cały kurs matematyki księdza Skolimowskiego. W roku 1825 ksiądz Skolimowski został profesorem filozofii w warszawskim Seminarium Duchownym i piastował to stanowisko do roku 1841. Po przejściu na emeryturę działał do śmierci jako sędzia kościelny do spraw rozwodowych. Pochowany został w katakumbach na cmentarzu Powązkowskim (rząd 15-5). 
Kazimierz Władysław Wójcicki tak opisywał jego tryb życia:
"nie przyjął bogatych prebend ani biskupstwa, po cztery godziny modlił się klęcząc, po trzy dni nie brał posiłku, nosił pas druciany z kolcami na gołych biodrach. Wstawał o czwartej rano, godzinę na medytacji we łzach przebywał, toż samo idąc spać między jedenastą a dwunastą w nocy. O 12 wychodził ze mszą, później trzy godzin klęczał w kościele lub u siebie, a na każdą posługę kapłańską był skory. [...] Wszystko oddawał biednym."
Należy nadmienić, że w młodości, wbrew święceniom kapłańskim, Skolimowski był wolnomyślicielem i masonem, o czym wspomina Wójcicki.